# Ouargla
Ouargla (tiếng Ả Rập: ورقلة) là một thành phố thủ phủ của tỉnh Ouargla của Algérie. Thành phố có tổng diện tích km², trong đó diện tích đất là km², dân số theo ước tính năm 2005 là 183.238 người. Đây là thành phố lớn thứ 14 Algérie.